# Johann Korninger
Johann Korninger (* 12. Mai 1883 in Windhaag bei Perg; † 14. Dezember 1950 in Perg) war ein österreichischer Politiker und während der Zeit des Austrofaschismus Abgeordneter zum Oberösterreichischen Landtag.

## Leben
Johann Korninger besuchte nach der Volksschule in Pergkirchen eine Fachschule in Klagenfurt am Wörthersee. Er war beruflich als Steinmetz und Granitwerksbesitzer in Perg tätig. 1906 heiratete er Maria Knoll, der Ehe entsprangen vier Kinder.

## Politik
Vom 24. Juni 1936 bis zum 18. März 1938 vertrat Korninger nach dem Ausscheiden von Ignaz Woisetschläger die Sparte des Gewerbes (Fraktion) im Oberösterreichischen Landtag.